# Bruno Bordenave
Pour les articles homonymes, voir Bordenave.
Pas d'image ? Cliquez ici

a Compétitions nationales et continentales officielles uniquement.

Dernière mise à jour le 28 novembre 2021.
Bruno Bordenave (né le 26 juin 1982) est un joueur français de rugby à XV. Il évolue au poste de troisième ligne aile (1,92 m ; 104 kg).

## Carrière

### Clubs successifs
- Section paloise 1998-2004
- Tarbes Pyrénées 2004-2005
- Racing Métro 92 2005-02/2007
- El Salvador Rugby 02/2007-2007
- RC Massy 2007-2009
- AC Bobigny 2009-2011
- Saint-Jean-de-Luz OR 2011-2012

## Palmarès

### En club
- Il a participé avec la Section paloise à 3 matchs de Top 16 en 2003-2004.

### En sélection nationale
- International -19 ans : vice-champion du monde 2001 au Chili, face à la Nouvelle-Zélande (remplace Maxime Champel à la 66°).
- International -21 ans : participation au championnat du monde 2002 en Afrique du Sud.